# مدیر کل
مدیر کل (انگلیسی: General manager) به مدیر اجرایی اطلاق می‌گردد، که مسئولیت اصلی آن، مدیریت مستقیم بر منابع درآمد و هزینه‌های شرکت می‌باشد، که عناصر مربوط به این دو عامل، در فهرستی تحت عنوان صورت سود و زیان، درج می‌شوند. مدیر کل معمولاً وظیفه نظارت بر کلیه زیرمجموعه‌های دو بخش بازاریابی و فروش را برعهده دارد و به‌طور روزانه عملیات حوزه کسب‌وکار شرکت را مدیریت می‌کند و دستورهای لازم را به کارکنان بخش کسب‌وکار، انتقال می‌دهد.
در اغلب شرکت‌ها، مدیر کل مسئولیت برنامه‌ریزی راهبردی شرکت را نیز برعهده دارد. از دیگر وظایف یک مدیر کل می‌توان به: تفویض اختیارها، هماهنگی و سازماندهی نیروی انسانی، همچنین تصمیم‌گیری برای رسیدن به نتایج مطلوب، با هدف کسب سود برای سازمان، اشاره نمود. در بعضی از شرکت‌ها، بسته به نوع فعالیت شرکت، گاهی مدیر ارشد مالی یا مدیر عملیات، به عنوان مدیر کل شرکت فعالیت می‌کنند. در بسیاری از شرکت‌های بزرگ، مدیر کل شرکت، معاون مدیر عامل نیز محسوب می‌شود.